# Typograph

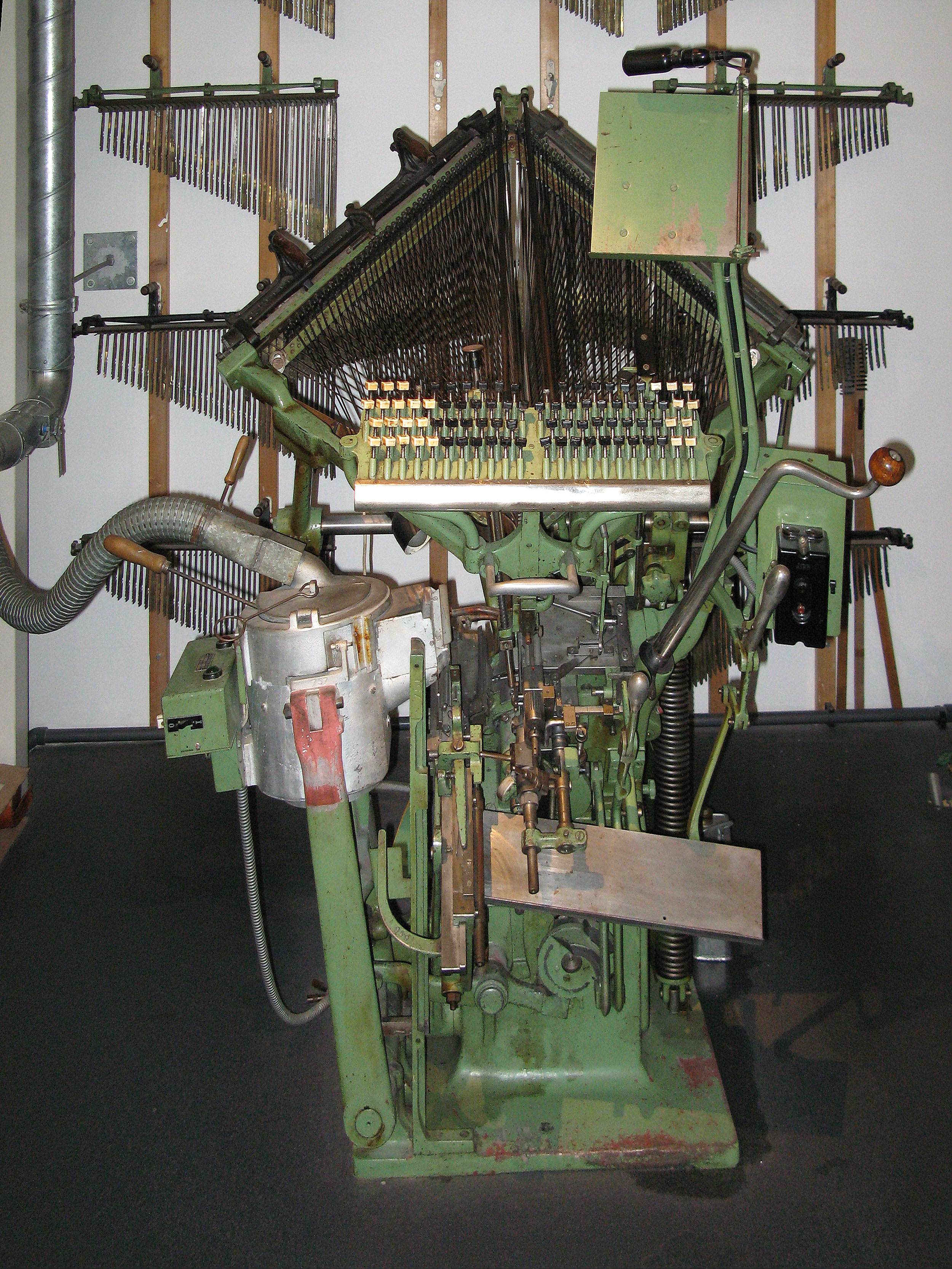
Typograph, Modell „UB“, Baujahr 1965

Der Typograph ist eine Setzmaschine, bei der die jeweiligen Typenmatrizen in einem fächerförmigen Rahmen aufgehängt sind. Erfunden wurde sie von dem Amerikaner John Raphael Rogers. Die Bauweise der Zeilensetz- und -gießmaschine Typograph ähnelt einer überdimensionalen Schreibmaschine mit einem sattelförmigen Matrizenkorb darauf. Die Tasten der Tastatur sind mit den 84 Matrizenkanälen des Matrizenkorbes verbunden. Beim Druck auf eine Taste wird eine stabförmige Matrize freigegeben, die durch ihr eigenes Gewicht und durch Drähte geführt zur Sammelstelle gelangt. Nach dem Setzen der Zeile wird diese durch konische Spatienringe „ausgeschlossen“ und danach in einer wassergekühlten Gießform komplett abgegossen. Die Matrizen gelangen durch ein Abkippen des Matrizenkorbes wieder in ihre Ausgangslage zurück.
Das erste Modell der Maschine besaß auf den Matrizenstäben nur ein einziges Schriftbild, so dass Auszeichnungen nur mit zusätzlichem Aufwand manuell in den Satz integriert werden mussten.

## Entwicklung der Maschine
Nachdem die Mergenthaler Linotype Company alle US-Patente der Typograph erwirbt und die Maschine in Amerika vom Markt nimmt, wird in Kanada 1895 die International Typograph Co. gegründet. Von dort aus kommt die Maschine nach Deutschland. Isidor Loewe von der Firma Ludwig Loewe & Co. in Berlin interessiert sich für die Technik und übernimmt ihren Bau. Ein Jahr nachdem der Typograph auf der Gewerbeausstellung in Berlin 1896 vorgestellt wird, entsteht die Setzmaschinenfabrik Typograph und die erste Version (Modell A) geht in Produktion. Hier muss der Setzer den Matrizenkorb nach dem Guss noch selbst abkippen, damit die Matrizen in ihre Ausgangsstellung zurückkehren. Das Modell B ist mit einem Selbstableger ausgestattet, der das Zurückkippen des Matrizenkorbs automatisch erledigt. Die endgültige Bauform wird mit dem Modell UB erreicht, das im Jahr 1914 auf der Bugra vorgeführt wird. Der bisher sattelförmige Matrizenkorb bekommt dabei eine gerade Form, sodass mit dem Matrizenrechen schnelle Wechsel der Matrizensätze möglich sind. Dieser erfolgt durch den Austausch des Lagerkammes. Hierbei wird auch die Zweibuchstabenmatrize eingeführt, die jetzt auch Auszeichnungen im Satz ermöglicht. Damit auch größere Schriften auf größerem Kegel gegossen werden können (etwa für Überschriften), lassen sich nun auch die Gießformen auswechseln. Der Typograph kann auch Linien und Stege gießen.

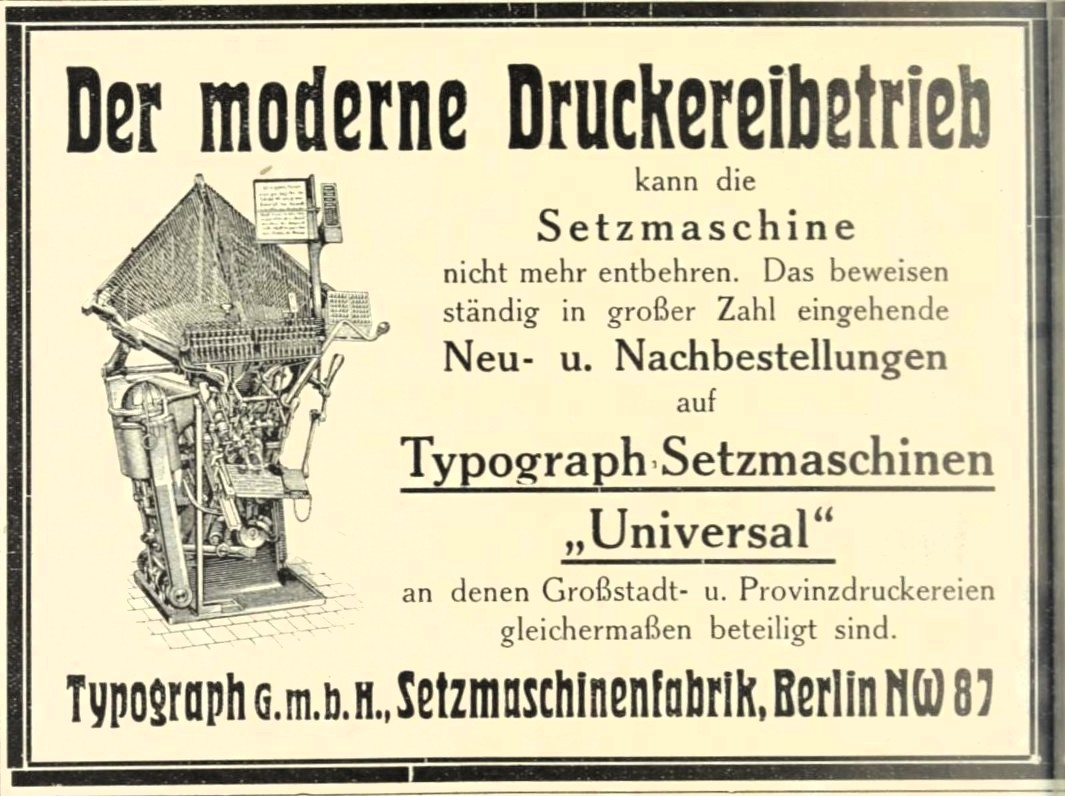
Werbeanzeige des Berliner Vertriebs für eine Typograph-Setzmaschine im deutschen Fachblatt Zeitungs-Verlag, 30. Januar 1925, Seite 400

Die Leistung des Typograph liegt – wegen der Tastunterbrechung zwischen Guss der Zeile und dem Zurückkippen des Matrizenkorbes – weit unterhalb der weit verbreiteten Linotype-Setzmaschine. Auch der Verschleiß der Matrizen ist höher als bei Einzelmatrizenmaschinen. Ungeachtet dessen war der Typograph dank eines niedrigeren Preises nach der Linotype-Setzmaschine die am weitesten verbreitete Bleisetzmaschine. Heute sind Typograph-Setzmaschinen nur noch in Museen anzutreffen.